# Anita Carrozzi
Anita Carrozzi (L'Aquila, 21 settembre 1985) è una calciatrice italiana, di ruolo centrocampista.

## Carriera

### Club
Scopre la passione per il calcio fin da giovanissima, tesserandosi con il San Gregorio con cui disputa il campionato di Serie C regionale (Abruzzo) per due anni e approdando in Serie B subito alla seconda stagione. 
All'età di 18 anni nella stagione 2004-2005 arriva la chiamata in azzurro (Under 21) sotto la guida del C.T Vincenzo Mirra e Giorgia Brenzan. 
Nella stagione 2006-2007 affronta il campionato di Serie B, l'allora terzo livello del campionato italiano femminile di calcio, con la maglia del Cervia, contribuendo con 49 punti, due in più sull'inseguitrice E.D.P. Jesina, alla conquista del primo posto nel girone C e la conseguente promozione in Serie A2. Veste la casacca gialloblu per le tre stagioni successive, dove il Cervia sfiora la promozione in massima serie con un quarto e due terzi posti, fino alla fusione con la CMC Dinamo Ravenna sancita il 5 luglio 2010, dando origine alla Riviera di Romagna.
Iscritta al campionato di Serie A2, con i colori della nuova società affronta la stagione 2010-2011 contribuendo alla promozione in Serie A vincendo in volata il girone B con 3 punti sull'inseguitrice Napoli. Con il Riviera rimane ancora tre stagioni, tutte giocate in Serie A, congedandosi con un tabellino personale di 74 presenze e una rete siglate in campionato.
Durante il calciomercato estivo 2015 sottoscrive un accordo con il Chieti che le offre l'opportunità di giocare nel proprio reparto difensivo per la stagione 2015-2016. Anche grazie al suo apporto il campionato si conclude con il primo posto in classifica del girone D e la storica conquista della Serie A per la stagione entrante. Carrozzi torna così a giocare nel campionato di vertice condividendo con le compagne la difficile stagione che vede il Chieti faticare nell'uscire dalla parte bassa della classifica e, con 15 punti, raggiungere la decima posizione e la conseguente retrocessione in cadetteria. Al termine della stagione marca 18 presenze e 2 reti in campionato, alle quali si aggiungono le 2 presenze in Coppa Italia dove la squadra si ferma al terzo turno.
Tuttavia Carrozzi durante la successiva estate decide di trasferirsi al San Zaccaria, alla sua quarta stagione consecutiva in Serie A, per disputare la stagione entrante in maglia biancorossa. Nuovamente condivide con le nuove compagne la difficile stagione che vede la squadra ravennate faticare nell'uscire dalla parte bassa della classifica e, con 16 punti, raggiungere l'undicesima posizione e la conseguente retrocessione in cadetteria. Rimasta con la società anche la stagione successiva la squadra, che già aveva fatto il suo esordio con le tenute di gara del Ravenna Football Club 1913, cede il titolo sportivo alla nuova società Ravenna Women F.C. S.S.D., posseduta dal Ravenna "maschile.

## Palmarès

### Competizioni nazionali
- Campionato italiano di Serie A2: 1

Riviera di Romagna: 2010-2011
- Campionato italiano di Serie B: 2

Chieti: 2015-2016 (secondo livello)
Cervia: 2006-2007 (terzo livello)